# 1382 год
1382 (ты́сяча три́ста во́семьдесят второ́й) год  по юлианскому календарю — невисокосный год, начинающийся в среду. Это 1382 год нашей эры, 2‑й год 9‑го десятилетия XIV века 2‑го тысячелетия, 3‑й год 1380‑х годов. Он закончился 643 года назад.
| Пн | Вт | Ср | Чт | Пт | Сб | Вс |
|    |    | 1  | 2  | 3  | 4  | 5  |
| 6  | 7  | 8  | 9  | 10 | 11 | 12 |
| 13 | 14 | 15 | 16 | 17 | 18 | 19 |
| 20 | 21 | 22 | 23 | 24 | 25 | 26 |
| 27 | 28 | 29 | 30 | 31 |    |    |

| Пн | Вт | Ср | Чт | Пт | Сб | Вс |
|    |    |    |    |    | 1  | 2  |
| 3  | 4  | 5  | 6  | 7  | 8  | 9  |
| 10 | 11 | 12 | 13 | 14 | 15 | 16 |
| 17 | 18 | 19 | 20 | 21 | 22 | 23 |
| 24 | 25 | 26 | 27 | 28 |    |    |

| Пн | Вт | Ср | Чт | Пт | Сб | Вс |
|    |    |    |    |    | 1  | 2  |
| 3  | 4  | 5  | 6  | 7  | 8  | 9  |
| 10 | 11 | 12 | 13 | 14 | 15 | 16 |
| 17 | 18 | 19 | 20 | 21 | 22 | 23 |
| 24 | 25 | 26 | 27 | 28 | 29 | 30 |
| 31 |    |    |    |    |    |    |

| Пн | Вт | Ср | Чт | Пт | Сб | Вс |
|    | 1  | 2  | 3  | 4  | 5  | 6  |
| 7  | 8  | 9  | 10 | 11 | 12 | 13 |
| 14 | 15 | 16 | 17 | 18 | 19 | 20 |
| 21 | 22 | 23 | 24 | 25 | 26 | 27 |
| 28 | 29 | 30 |    |    |    |    |

| Пн | Вт | Ср | Чт | Пт | Сб | Вс |
|    |    |    | 1  | 2  | 3  | 4  |
| 5  | 6  | 7  | 8  | 9  | 10 | 11 |
| 12 | 13 | 14 | 15 | 16 | 17 | 18 |
| 19 | 20 | 21 | 22 | 23 | 24 | 25 |
| 26 | 27 | 28 | 29 | 30 | 31 |    |

| Пн | Вт | Ср | Чт | Пт | Сб | Вс |
|    |    |    |    |    |    | 1  |
| 2  | 3  | 4  | 5  | 6  | 7  | 8  |
| 9  | 10 | 11 | 12 | 13 | 14 | 15 |
| 16 | 17 | 18 | 19 | 20 | 21 | 22 |
| 23 | 24 | 25 | 26 | 27 | 28 | 29 |
| 30 |    |    |    |    |    |    |

| Пн | Вт | Ср | Чт | Пт | Сб | Вс |
|    | 1  | 2  | 3  | 4  | 5  | 6  |
| 7  | 8  | 9  | 10 | 11 | 12 | 13 |
| 14 | 15 | 16 | 17 | 18 | 19 | 20 |
| 21 | 22 | 23 | 24 | 25 | 26 | 27 |
| 28 | 29 | 30 | 31 |    |    |    |

| Пн | Вт | Ср | Чт | Пт | Сб | Вс |
|    |    |    |    | 1  | 2  | 3  |
| 4  | 5  | 6  | 7  | 8  | 9  | 10 |
| 11 | 12 | 13 | 14 | 15 | 16 | 17 |
| 18 | 19 | 20 | 21 | 22 | 23 | 24 |
| 25 | 26 | 27 | 28 | 29 | 30 | 31 |

| Пн | Вт | Ср | Чт | Пт | Сб | Вс |
| 1  | 2  | 3  | 4  | 5  | 6  | 7  |
| 8  | 9  | 10 | 11 | 12 | 13 | 14 |
| 15 | 16 | 17 | 18 | 19 | 20 | 21 |
| 22 | 23 | 24 | 25 | 26 | 27 | 28 |
| 29 | 30 |    |    |    |    |    |

| Пн | Вт | Ср | Чт | Пт | Сб | Вс |
|    |    | 1  | 2  | 3  | 4  | 5  |
| 6  | 7  | 8  | 9  | 10 | 11 | 12 |
| 13 | 14 | 15 | 16 | 17 | 18 | 19 |
| 20 | 21 | 22 | 23 | 24 | 25 | 26 |
| 27 | 28 | 29 | 30 | 31 |    |    |

| Пн | Вт | Ср | Чт | Пт | Сб | Вс |
|    |    |    |    |    | 1  | 2  |
| 3  | 4  | 5  | 6  | 7  | 8  | 9  |
| 10 | 11 | 12 | 13 | 14 | 15 | 16 |
| 17 | 18 | 19 | 20 | 21 | 22 | 23 |
| 24 | 25 | 26 | 27 | 28 | 29 | 30 |

| Пн | Вт | Ср | Чт | Пт | Сб | Вс |
| 1  | 2  | 3  | 4  | 5  | 6  | 7  |
| 8  | 9  | 10 | 11 | 12 | 13 | 14 |
| 15 | 16 | 17 | 18 | 19 | 20 | 21 |
| 22 | 23 | 24 | 25 | 26 | 27 | 28 |
| 29 | 30 | 31 |    |    |    |    |

## События

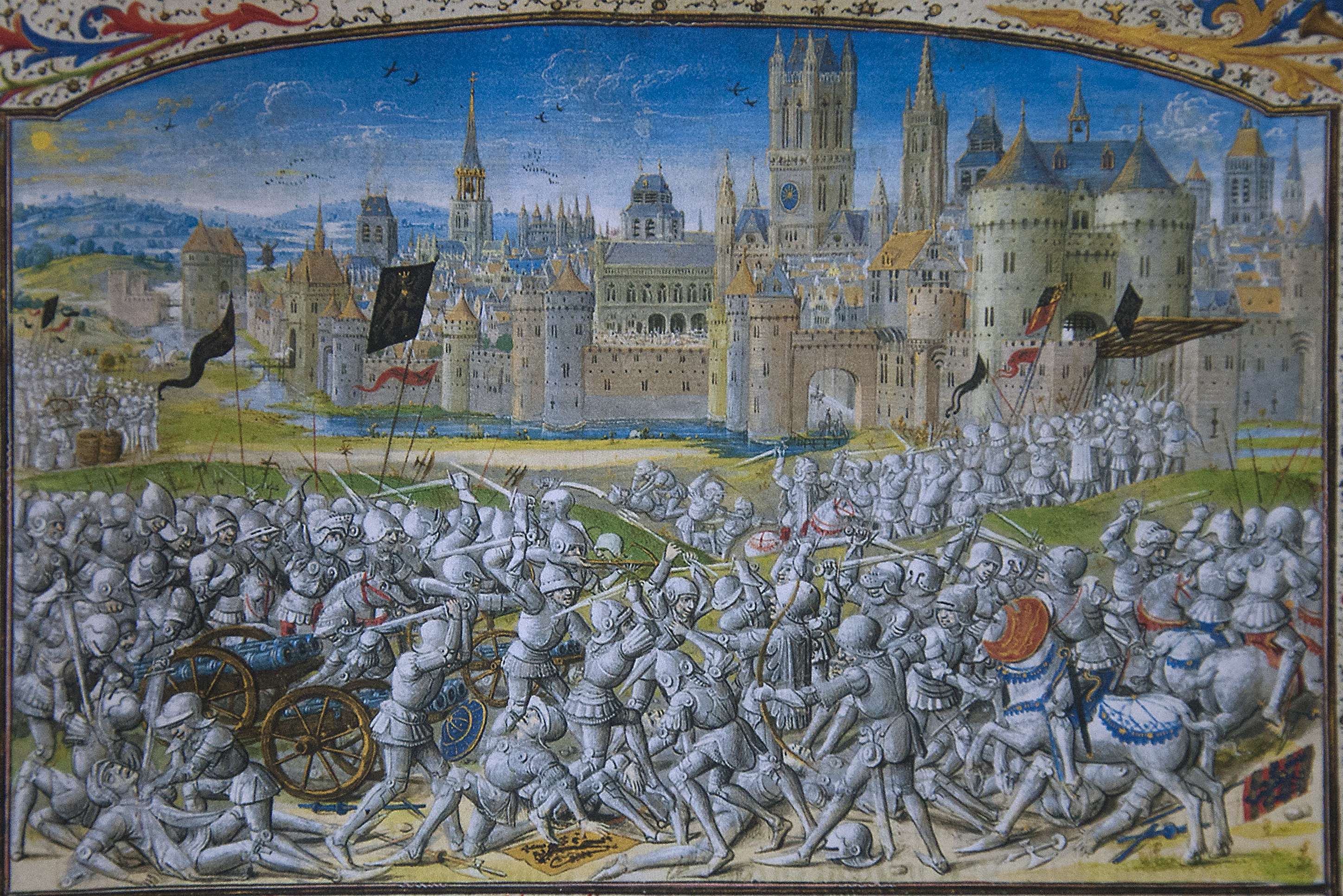
Битва на Беверхутсвельде. Хроники Фруассара

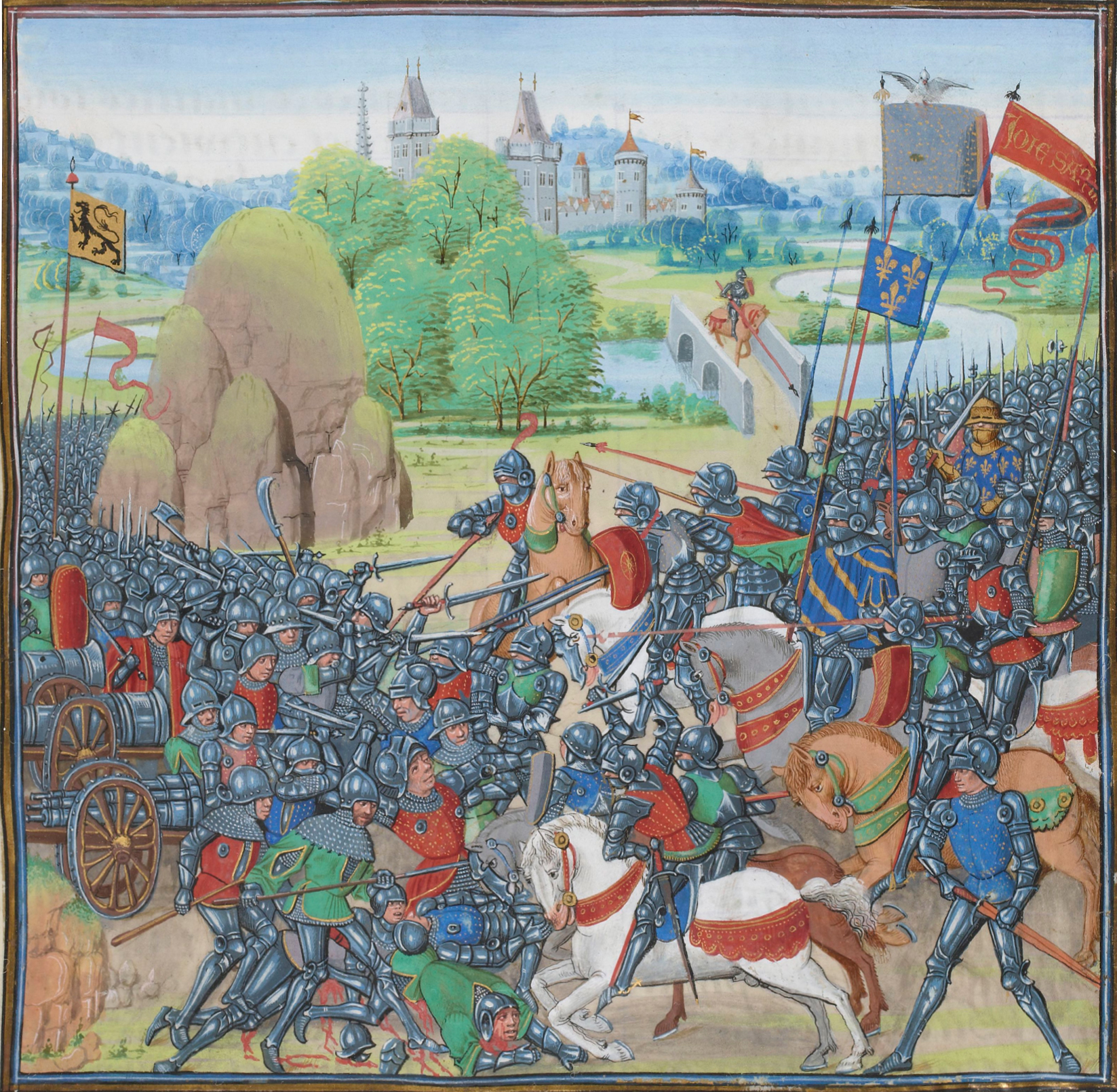
Битва при Роозбеке. Хроники Фруассара

- 1350—1490 — Борьба <<трески>> и <<крючков>>. Серия внутренних военных конфликтов, в основном, вокруг титула графа Голландии[1].
- 1353—1420 — Сардинско-арагонская война (второй этап 1365-1388). Военный конфликт между юдикатом Арборея, союзником сардинской ветви семьи Дориа, и Генуей и Сардинским королевством, последнее из которых было частью Арагонской короны[2].
- 1369—1389 — Каролинская война. Второй этап Столетней войны (1337-1453)[3].
- 1370—1388 — война за люнебургское наследство. Военный конфликт, разгоревшийся в Северной Германии за престолонаследие в немецком княжестве Люнебург[4].
- 1381—1382 — третья Фердинандова война. Противостояние португальского короля Фернанду I с королями Кастилии Энрике II и Хуаном I в борьбе за престол Кастилии. Вылилось в три войны: 1369—1370, 1372—1373 и 1381—1382 годов[5].
- 1382—1387 — началось крестьянское восстание тукинов в Савойе. Борьба с отрядами сеньоров.
- Восстание белых шаперонов[6]:
  - 3 мая — Битва на Беверхутсвельде. Восставшие  граждане Гента, возглавляемые Филиппом ван Артеведе, разгромили войска города Брюгге, возглавляемые графом Фландрии Людовиком II[7].
- 27 ноября — Битва при Роозбеке. Фламандская армия во главе с Филиппом ван Артеведе были разгромлены французской армией, возглавляемой графом Фландрии Людовиком II[8].
- Восстание майотенов в Париже. Восстания Гарель в Руане и других городах Франции[9].
- Восстание мелких землевладельцев и крестьян в Ширване против феодальной знати. Шахом провозглашён мелкий землевладелец знатного происхождения Ибрахим.
- Турки захватили болгарский город Софию.

### Великое княжество литовское
- 1381—1384 — гражданская война в Великом княжестве Литовском. Борьбы за власть между двоюродными братьями: великим князем литовским Ягайло и князем Витовтом[10].
- Начало года — при поддержке крестоносцев Дмитрий-Корибут Ольгердович вместе с братьями составил новый заговор против Кейстута, отказавшись признавать его власть[11].
- 25 мая — Кейстут выступил с войсками против Дмитрия-Корибут Ольгердовича[11].
- Июнь — Дмитрий-Корибут Ольгердович потерпел поражение и вскоре лишился власти в ВКЛ[11].
- 6 июля — заключено Бражуольское перемирие между великим князем литовским Ягайлом и Тевтонским орденом[12].
- Лето — Дмитрий-Корибут Ольгердович получает от Ягайло в управление Новогородок с рядом волостей в Турово-Пинском Полесье и на Волыни[11].
- Октябрь — Дмитрий-Корибут Ольгердович на реке Дубисса, по совету матери, вместе с братьями участвовал в заключении невыгодного для ВКЛ перемирия на 4 года с Тевтонским орденом. По его условию за внемешательство Ордена во внутренние дела ВКЛ литовская сторона обязывалась участвовать в войнах, как союзник крестоносцев, соглашаясь на распространение католичества в своих землях, уступала во владение Ордену — Жемайтию[11].
- 31 октября — подписан Дубисский договор состоявший из трех правовых актов, сформулированных великим князем литовским Ягайло, его братом Скиргайло и маршалом Тевтонского ордена Конрадом фон Валленродом[13].
- Витовт начал борьбу с Ягайло за власть в Великом княжестве литовском. В этой борьбе Витовт пользовался поддержкой литовских и русских бояр живших в русских областях Литвы, а также жемайтов и Тевтонского ордена[14].
- В ВКЛ схвачен и заточён в Кревский замок Кейстут, а затем задушен там по приказу Ягайло[15].

## Русь

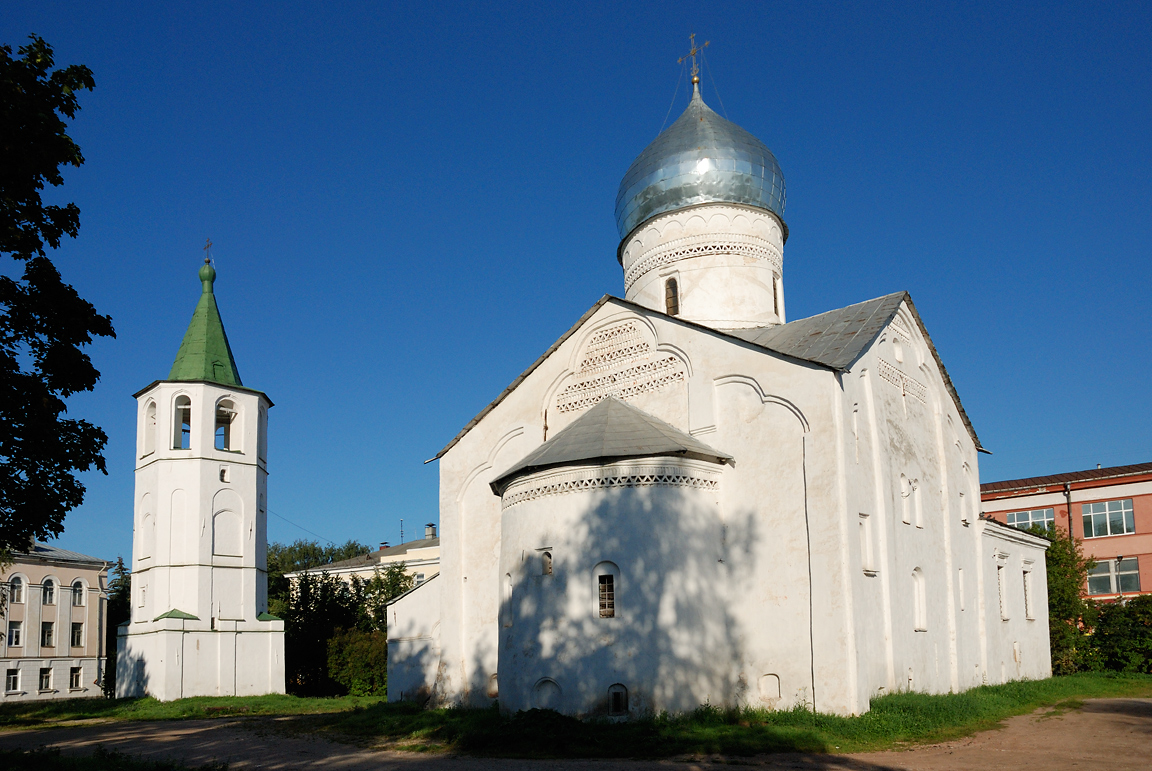
Церковь Димитрия Солунского (Великий Новгород), построенная в 1382 году, в ознаменование победы Дмитрия Донского над Мамаем в Куликовской битве.

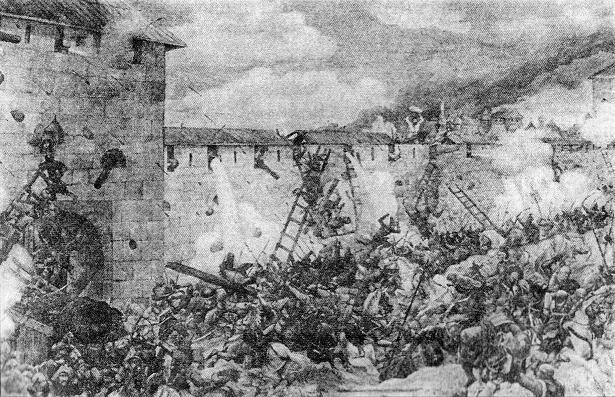
Оборона Москвы в 1382 году во время нашествия Тохтамыша на Москву

Правление: 1363—1389 —  Дмитрий Иванович Донской
- Московское восстание[16].
- Лето — по приказу Тохтамыша на Волжском торговом пути были ограблены русские купцы, их корабли и товар были конфискованы и направлены к Сараю. Войска хана форсировали Волгу и тайно двинулись к границам русских земель и княжеств. Русские князья узнают о походе и прибывают в Москву[17].
  - Август — сентябрь — поход Золотой орды на Русь с целью военно-политического подчинения Северо-Восточной Руси, получение не уплаченных и возобновление выплат ордынского выхода и ордынскими не выездами русских князей[18][19].
  - Конец лета — Дмитрий Константинович, князь суздальский и нижегородский признаёт власть Тохтамыша и посылает к нему двух своих сыновей: Василия Дмитриевича Кирдяпу и Семёна Дмитриевича, которые находились в ордынском войске при взятии Москвы[20][21].
  - Конец лета — Олег Рязанский также признаёт власть хана Тохтамыша[20].
  - Конец лета — Олег Иванович в целях сохранения своих земель от разорения ордынцами показал ордынцам броды на Оке, но они тем не менее они пограбили Рязань на обратном пути[18][22].
  - Август — Дмитрий Донской со всем семейством оставляет Москву и уезжает в Кострому, а оборону Москвы возлагает на литовского князя принятого на русскую службу Андрея (?) Остей, внука Ольгерда. Митрополит Киприан в панике покидает столицу[20].
  - Август — татары взяли Серпухов[17].
  - 23 августа — войска хана Тохтамыша подступают к Москве и начинают осаду. Вечерний штурм был отбит горожанами[17][20].
  - 24 августа — неудачный штурм Москвы[18].
  - 26 августа — хан Тохтамыш уговорил москвичей сдаться, но вероломно захватил и сжёг Москву[18].
  - Лето — сентябрь — татарскими войсками Тохтамыша разграблено и подвергнуто разграблению многие города Московского княжества. Сильно пострадали: Владимир, Звенигород, Переяславль-Залесский, Юрьев-Польский, Дмитров, Можайск. На обратном пути ордынцы штурмом взяли Коломну[17][20].
  - Начало сентября — на обратном пути из Москвы, хан Тохтамыш опустошает волости Рязанского княжества, и князь Олег "то видя и побежаще"[19].
  - Тохтамыш, отступая в Орду, присылает из Рязани Дмитрию Константиновичу сына Семёна Дмитриевича, а другого сына Василия Кирдяпу забирает с собой в качестве заложника[21].
  - В результате военного похода — Тохтамыш сжёг и разграбил 11 основных русских городов, в том числе: Москву, Серпухов, Коломну и другие города, а также разорил Рязанское княжество[18].
  - Поражение "изгонной рати" хана Тохтамыша от войск серпуховского князя Владимира Андреевича под Волоком-Ламским[18].
- 14 августа — у Дмитрия Донского рождается сын Андрей Дмитриевич. Его крёстным отцом становится игумен Феодор, духовник Донского[20].
- Середина сентября — после ухода татар, Дмитрий Донской возвращается в Москву, погребая тела убитых и повелел заново строить город[20].
- Конец осени — Дмитрий Донской, в отместку Олегу Рязанскому за помощь Тохтамышу, посылает свою рать на Рязанское княжество и как писал летописец: "землю всю до остатка взяша и огнём пожгоша и пусту сотвориша, пуще .... татарской рати". Олег Рязанский бежит. Московские войска подвергли рязанские земли разграблению и сожжению[19][20]. 
  - Боровск окончательно вошёл в состав Московского великого княжества, что было закреплено договорной грамотой  Дмитрия Донского и Олега Ивановича Рязанского[23].
- Конец осени — в Москву пребывает посол хана Тохтамыша  — Карач, для заключения мира[20]. 
  - Возобновление выплат ордынского выхода княжествами Северо-Восточной Руси в пользу хана Тохтамыша (по другим данным с 1383 года)[17][18].
  - Старшие дети великих князей были отправлены заложниками в Сарай[18].
- Начало октября — Дмитрий Донской посылает в Тверь за митрополитом Киприаном, который без княжеского разрешения, покинул столицу[20]. 
  - Во время набега Тохтамыша киевский митрополит Киприан нашёл убежище в Твери, у великого князя тверского Михаила Александровича, и вернулся в Москву лишь в октябре. Вероятно, он не исключал возможности передачи ханом ярлыка на великое княжение Владимирское тверскому князю и хотел в безопасности дождаться решения  вопроса, чем навлёк на себя гнев великого князя и был вновь изгнан в ВКЛ[24].
- 7 октября — Киприан попадает в опалу и отправляется в Киев. Дмитрий Донской же выводит из заточения митрополита Пимена, принимает его "с честью и любовью" и ставит на кафедру[20].
- Дионисий, выехавший в 1379 году для постановления в митрополиты, вернулся из Константинополя. Был возведён патриархом константинопольским Нилом в сан архиепископа и отпущен в Москву с патриаршей грамотой против ереси стригольников. Вернувшись на Русь Дионисий прибыл в Новгород для борьбы с ересью[25].
- Михаил Александрович Тверской вновь отправляется в Орду[20].
- Возобновление чеканки серебряных монет на Руси.

## Начало правления
См.также: Список глав государств в 1382 году
- 1382—1417 — Ибрахим, ширваншах.
- 1382—1386 — Карл III Дураццо Малый, король Неаполя.

## Родились
См. также: Категория:Родившиеся в 1382 году

## Скончались
См. также: Категория:Умершие в 1382 году
- 15 августа — Кейстут, литовский князь.
- Бирута — вторая жена литовского князя Кейстута.